# Il gioco di Gerald
Il gioco di Gerald (Gerald's Game) è un romanzo horror di Stephen King. In quest'opera, King abbandona il filone horror e si cimenta in una vicenda dal carattere onirico, in cui l'introspezione psicologica della protagonista costituisce la parte principale della narrazione. La storia è quella di una donna che si ritrova costretta nella sua casa al lago in circostanze grottesche. La solitudine, la forzata immobilità e la paura porteranno la sua mente a spingersi decisamente oltre i limiti, fino a rievocare un ricordo traumatico d'infanzia per lungo tempo rimosso.

## Trama
Jessie Burlingame e suo marito Gerald, un avvocato di successo, si dirigono alla loro casa isolata sul lago Kashwakamak nel Maine occidentale per cercare di rinsaldare il loro matrimonio. I due decidono di praticare un gioco sessuale che attuano già da qualche tempo consistente nell'ammanettare Jessie alle colonne del letto con manette vere per consumare il rapporto; stavolta Jessie accetta con riluttanza e, dopo essere stata bloccata, cambia idea e chiede a Gerald di liberarla. Quando l'uomo finge di scambiare le sue proteste come parte del gioco, dimostrando che intende violentarla, Jessie lo prende a calci nel petto causandogli un infarto fatale: Gerald muore immediatamente, lasciando la moglie ammanettata al letto.
Inizialmente Jessie è addolorata per la morte di Gerald e si preoccupa dell'umiliazione di venire scoperta in quella condizione, ma successivamente si rende conto della gravità della situazione: il luogo è isolato e nessuno li cercherà per diversi giorni; essendo impossibilitata a liberarsi, molto probabilmente morirà prima di essere trovata. Mentre cerca di formulare un piano, la paura e la disidratazione la portano a immaginarsi diverse "voci", ciascuna delle quali rappresenta una diversa versione della sua personalità o sue vecchie conoscenti. Realizza così di essere parzialmente convinta di meritarsi quello che le sta succedendo, riportando a galla un ricordo della sua infanzia a lungo soppresso: quando aveva dieci anni, mentre assisteva a un'eclissi solare, venne molestata sessualmente dal padre che poi la manipolò per indurla al silenzio convincendola di essere complice dell'accaduto; i sentimenti di vergogna e colpa che ne scaturirono hanno tormentato Jessie per tutta la vita, probabilmente portandola a rinunciare al suo spirito indipendente per la sicurezza di fare da "moglie trofeo" a Gerald.
Durante la notte nella camera si introduce una figura inquietante alta e magra che inizialmente Jessie scambia per il fantasma di suo padre; l'individuo le mostra un cesto di vimini contenente gioielli e ossa umane, ma la donna ritiene che sia un'altra allucinazione e gli intima di andarsene, facendolo scomparire. Successivamente però intuisce che la persona era reale e che tornerà a farle del male la notte successiva se non scopre come fuggire.
La mattina seguente, ingegnandosi, Jessie riesce a dissetarsi con un bicchiere d'acqua poco distante. Dopo diversi tentativi falliti di liberarsi, la donna ci riesce tagliandosi con il vetro del bicchiere per usare la vischiosità del sangue. Perde i sensi a causa dell'emorragia e si sveglia di notte, quando è tornato l'individuo misterioso; Jessie gli consegna la sua fede nuziale ritenendo che sia quello che voglia, dopodiché sale in auto ma fa un incidente quando scopre che la figura si è nascosta nel sedile posteriore. In seguito riesce comunque a raggiungere la civiltà e a ottenere soccorso.
Mesi dopo, Jessie si sta riprendendo dal suo calvario. Un avvocato dello studio legale di Gerald la aiuta a nascondere le circostanze della morte dell'uomo e del ferimento di Jessie per evitare lo scandalo, ma la donna ritiene che questo comporterebbe nuovamente la soppressione di un trauma. Scrive così a una sua vecchia conoscente descrivendole nel dettaglio quanto accaduto: l'individuo misterioso si scopre essere un serial killer necrofilo di nome Raymond Andrew Joubert, che per anni ha profanato tombe per derubare i cadaveri e intrattenere rapporti sessuali con essi. Jessie si diresse alla sua udienza in tribunale e gli sputò in faccia dopo aver avuto conferma della sua identità; essendo riuscita ad affrontare direttamente l'uomo che una volta la terrorizzava, Jessie capisce di essersi liberata in tal modo dai "fantasmi" degli uomini manipolatori della sua vita, inclusi Gerald e suo padre. Sempre nella lettera, Jessie si scusa con la sua conoscente per averla allontanata in quanto si era resa conto del trauma che la affliggeva ed esprime la speranza di diventare sua amica. Una volta spedita la lettera, Jessie riesce a dormire senza incubi per la prima volta dal suo calvario alla casa sul lago.

## Collegamento conDolores Claiborne
Originariamente Il gioco di Gerald avrebbe dovuto essere un libro complementare a Dolores Claiborne; la storia avrebbe trattato le vicende di due donne in crisi durante un'eclissi solare, elemento che è stato ridotto con la pubblicazione dei due romanzi. Nonostante ciò, sono presenti dei riferimenti e dettagli in comune in entrambi i libri: è importante l'ambientazione dell'eclissi solare del 1963 su un lago; le protagoniste sono donne vittime di abusi fisici e psicologici da parte di un uomo vicino a loro (il marito nel caso di Dolores Claiborne e il padre per Jessie) che trovano la forza di reagire e che trovano di nuovo la serenità confessando colpe e traumi che le tormentano da anni. C'è anche un collegamento diretto in ogni libro, nonostante non vengano detti esplicitamente i nomi dei personaggi, in quanto Dolores e Jessie hanno una sorta di momentaneo collegamento psichico al termine dell'eclissi: in Dolores Claiborne la protagonista vede brevemente la giovane Jessie mentre cerca di nascondere il suo vestito dopo essere stata molestata dal padre, mentre in modo analogo, ne Il gioco di Gerald, durante un flashback della sua infanzia Jessie ricorda di aver visto Dolores "dal fondo di un pozzo".

## Adattamento cinematografico
Il 29 settembre 2017 è stato distribuito da Netflix il film omonimo, diretto da Mike Flanagan e interpretato da Carla Gugino e Bruce Greenwood.

## Edizioni
- Stephen King, Il gioco di Gerald, traduzione di Tullio Dobner, collana Sperling Paperback, Sperling & Kupfer, 1998,  p. 368, ISBN 88-200-1498-X.